# Marju Lauristin
Marju Lauristin (Tallinn, 7 aprile 1940) è una politica e sociologa estone.
Ministro per gli affari sociali tra il 1992 e il 1994 e membro del Parlamento estone tra il 1992 e il 2014, ha servito come Europarlamentare nell'VIII legislatura del Parlamento europeo tra il 2014 e il 2017.

## Biografia
Nata a Tallinn, nella Repubblica Socialista Sovietica Estone, dai coniugi Johannes ed Olga Lauristin, entrambi membri di spicco del Partito Comunista dell'Estonia, ha studiato giornalismo presso l'Università di Mosca, ottenendo un dottorato di ricerca nel 1976. Alcuni anni dopo, nel 1996, ha invece ottenuto una laurea presso l'Università di Tartu in giornalismo e sociologia delle comunicazioni di massa.
Dal 2003 è professoressa di teoria della comunicazione presso l'Università di Tartu.

### Carriera politica
Nell'ottobre del 1980 si è fatta promotrice e firmataria della cosiddetta lettera dei 40, una lettera aperta scritta e firmata da diversi intellettuali estoni in difesa della lingua estone e protestante contro le politiche di russificazione portate avanti dall'Unione Sovietica. La lettera era indirizzata a diversi giornali estoni, che tuttavia scelsero di non pubblicarla. Nonostante ciò numerose copie sono state distribuite in samizdat.
È stata fondatrice, insieme al futuro primo ministro Edgar Savisaar, del Fronte Popolare Estone (Rahvarinne), un movimento politico che guidò la dichiarazione d'indipendenza dell'Estonia dall'Unione Sovietica, ottenuta nel 1991.

## Vita privata
Si è sposata per la prima volta con l'economista Enn Roose dal quale ha avuto due figlie Katrin Reimann (nata nel 1961) e Marin Laak (nata nel 1964). In seconde nozze ha sposato il giornalista Peeter Vihalemm nel 1978.

## Opere
- (EN) Marju Lauristin e Peeter Vihalemm, Return to the Western World, Tartu University Press, 30 giugno 1997.
- (ET) Marju Lauristin, Punane ja sinine, Eesti Ekspress, 2010.